# Thomas Daniel Schlee
Thomas Daniel Schlee (* 26. Oktober 1957 in Wien) ist ein österreichischer Organist, Komponist und Intendant.

## Leben und Wirken
Thomas Daniel Schlee ist der ältere von zwei Söhnen des österreichisch-deutschen Musikwissenschaftlers, Theaterwissenschaftlers und Musikverlegers Alfred Schlee (1901–1999). Nach erstem privatem Orgelunterricht bei Friedrich Lessky studierte Thomas Daniel Schlee in den Jahren von 1976 bis 1983 an der Universität für Musik und darstellende Kunst Wien Orgel bei Michael Radulescu sowie Harmonielehre und Kontrapunkt bei Erich Romanovsky. Von 1982 bis 1985 lernte er dort Komposition unter Francis Burt. Parallel dazu erfolgte sein Studium der Musikwissenschaft und Kunstgeschichte an der Universität Wien, das er im Jahr 1984 mit der Promotion zum Dr. phil. abschloss. Von 1977 bis 1978 war er Hörer in der Kompositionsklasse von Olivier Messiaen am Conservatoire National Supérieur de Musique de Paris; zudem war er auch Privatschüler von Jean Langlais.
In den Jahren von 1986 bis 1989 wirkte Thomas Daniel Schlee als Musikdramaturg am Salzburger Landestheater, parallel dazu nahm er von 1988 bis 1990 Lehraufträge an der Musikhochschule Wien und an der Universität Salzburg wahr. Seine Laufbahn als Musikmanager begann er von 1990 bis 1998 in der Funktion als Musikdirektor des Brucknerhauses Linz und künstlerischer Leiter des Internationalen Bruckner Festes. In den Jahren von 1999 bis 2003 war er Stellvertreter des Intendanten der Internationalen Beethovenfeste in Bonn und von 2004 bis 2015 Intendant des Festivals Carinthischer Sommer. Schlee wirkte zusätzlich in der Guardini Stiftung Berlin als musikwissenschaftlicher Projektleiter (1995–1998) sowie deren Präsident (1998–2001) bzw. Präsidiumsmitglied (2001–2013) und Vorsitzender des Musikbeirats (2004–2011). 2008–2013 war er auch Mitglied im Universitätsrat des Mozarteums Salzburg.
Als Organist gestaltete Thomas Daniel Schlee eine Vielzahl an Konzerten und Rundfunkaufnahmen in Österreich und im Ausland, wobei er auch bei wichtigen internationalen Festivals mitwirkte.

## Auszeichnungen
- 1982: Förderungspreis für Musik der Stadt Wien[3]
- 1983: Erster Preis beim Kompositionswettbewerb der Berliner Liedertafel[4]
- 1985: Preisträger beim Kompositionswettbewerb der Stadt Erding
- 1989: Preisträger beim Orgelkompositionswettbewerb „Olivier Messiaen“ Bologna
- 1990: Chevalier des Arts et Lettres[5]
- 1997: Joaquin-Rodrigo-Medaille
- 1998: Kulturpreis für Musik des Landes Oberösterreich
- 2002: Kirchenmusikpreis der Stadt Neuss[6]
- 2003: Förderungspreis für Musik des Österreichischen Bundeskanzleramtes
- 2005: Officier des Arts et Lettres
- 2007: Kulturmedaille des Landes Oberösterreich
- 2010: Österreichischer Kunstpreis für Musik[7]
- 2012: Ehrenkreuz für Wissenschaft und Kunst der Republik Österreich
- 2015: Großes Goldenes Ehrenzeichen des Landes Kärnten[8]
- 2023: 6. Kirchenmusikpreis der Kreisstadt Saarlouis[9]

## Werke (Auswahl)

### Ensemblemusik
- Erstes Streichquartett („das Liturgische“) – für zwei Violinen, Viola und Violoncello, op. 9 (1980)[10]
- Hymnus – Für Männerchor, Schlagzeug und Orgel in lateinischer Sprache (1982)[10]
- Dicite: pusillanimes confortamini – Geistliches Konzert für Trio mit zwei Violinen und Violoncello mit Solostimme Sopran in lateinischer Sprache, op. 17 (1982)[10]
- Choralvorspiele – Duo für Oboe und Orgel, op. 18 (1983)[10]
- Zweites Streichquartett – für zwei Violinen, Viola und Violoncello, op. 21 (1983–1995/1997)[10]
- Melodie – Duo für Klavier und Violine, op. 7b (1986)[10]
- Alba – Duo für Flöte und Bratsche, op. 26 (1987)[10]
- Bucoliques – Trio für Flöte, Oboe und Harfe, op. 13 (1987)[10]
- Prélude – für Orgel duo, op. 6/10 (1988)[10]
- Prisma – Duo für Orgel zu vier Händen und Pedal (1989)[10]
- Tempus floridum – Quartett für zwei Violinen, Viola und Violoncello (1991)[10]
- Mouvement – Duo für Klavier und Violine, op. 7c (1994)[10]
- De Profundis – Duo für Bratsche und Kontrabaß, op. 43 (1996/1997)[10]
- Sèlah – Duo für Flöte und Orgel, op. 40 (1996–1997)[10]
- Cantus – Duo für Trompete und Orgel (1998)[10]
- Ein Psalm Davids – Duo für Harfe und Orgel, op. 49 (1999–2002)[10]
- Moments amicaux – Duo für Englischhorn und Cembalo, op. 50 (2000)[10]
- Moments amicaux – Duo für Bassetthorn in F und Klavier, op. 50a (2000)[10]
- Moments amicaux – Duo für Klarinette in A und Klavier, op. 50b (2000)[10]
- „Reine Gegenwart“ – Duo für Verrophon und Glasharmonika, op. 54 (2002)[10]
- Drittes Streichquartett („Tempus floridum“) – Quartett für zwei Violinen, Viola und Violoncello, op. 56 (2003)[10]
- Epithalamion – Duo für Klavier und Violoncello, op. 66a (2006)[10]
- Jubilus – Trio für Klavier (oder Orgel), Violine und Violoncello, op. 35a (2007)[10]
- Invocation – Pour le Centenaire de la naissance d’Olivier Messiaen, Trio für Violine, Viola und Violoncello (2008)[10]
- Streichtrio – für Violine, Viola und Violoncello, op. 75 (2008/2011)[10]
- Ossiacher – Trio für zwei Violinen und Kontrabass (2012)[10]
- Muterndorfer – Trio für zwei Violinen und Kontrabass (2012)[10]
- Mariazeller – Trio für zwei Violinen und Kontrabass (2014)[10]
- Viertes Streichquartett – für zwei Violinen, Viola und Violoncello, op. 86 (2014–2015)[10]
- Introduktion und Fantasie – Duo für Orgel und Violine (2015)[10]
- Romanze – Duo für Klavier und Violine (2016)[10]
- Dankgesang – für Trompetenduo (2017)[10]

### Solomusik
- Prélude – für Orgel solo, op. 6/1 (1979)[10]
- Kleine Suite – für Gitarre solo, op. 5a (1979–1981)[10]
- Grand Dialogue Monodique – für Orgel solo (1981)[10]
- Fantaisie – für Orgel solo, op. 15 (1981/1982)[10]
- Sept pièces blanches – für Orgel solo (1982)[10]
- Deux Prières Mariales – für Orgel solo, op.  (1984/1985)[10]
- Resonate – für Orgelpositiv solo, op. 22 (1985)[10]
- Etüde – für Orgelpedal solo (1986)[10]
- Effleurée – für Klavier solo, op. 23 (1987)[10]
- Madrigal – für Orgel solo, op. 29/1 (1990)[10]
- Choral I – für Orgel solo, op. 29/2 (1991)[10]
- Choral II – für Orgel solo, op. 29/5 (1992)[10]
- Aulodie et Jubilation – für Oboe solo, op. 34 (1993/1994)[10]
- Viennoise – für Fagott solo (1997)[10]
- Kärntner Tabulaturbüchlein – für Klavier solo, op. 47b (1999/2000)[10]
- Drei Zeichen – für Violoncello solo, op. 53/1-3 (2002)[10]
- Tränen – Neun Wiener Tänze für Klavier solo, op. 73 (2003/2009)[10]
- Si sumpsero pennas auroræ – für Orgel solo, op. 74 (2004/2010)[10]
- A-B (Nußdorfer) – für Klavier solo (2005)[10]
- Wiedner – für Klavier solo, op.  (2006/2007)[10]
- En regardant „Enchantement vespéral“ de Marc Chagall – für Altflöte solo (2007)[10]
- Sicut ros Hermon – für Orgel solo (2008)[10]
- Schottenfelder – für Klavier solo (2009)[10]
- Aus meines Herzens Grunde – Choralvorspiel für Orgel solo (2012)[10]
- Sursum chordis corda – für Klavier solo, op. 81a (2013)[10]
- Valse lente – für Harfe solo (2014)[10]
- Berceuse – für Altblockflöte solo (2015)[10]
- Albumblatt – für Irene Grünbacher, Klavier solo (2016)[10]
- Albumblatt – für Gertraud Mechtler, Klavier solo (2016–2017)[10]

### Vokalmusik
- Introduktion und Psalm XI – Für Männerchor und Orgel (1985)[10]
- Das Feuer des Herrn. – Kantate nach Texten von Reinhard Deutsch, op. 27 (1987)[10]
- Dann steht der Mandelbaum in Blüte. – Motette für gemischten Chor a cappella, op. 37 (1995)[10]
- Carnet poétique – für gemischten Chor a cappella, op. 39 (1995/1996)[10]
- Tota pulchra es – für gemischten Chor und Orgel in lateinischer Sprache (1997)[10]
- Benedicam Dominum – für gemischten Chor und Orgel (1998/1999)[10]
- Canticum – für Schola, gemischten Chor und Orgel, op. 47a (1999)[10]
- und ich sah – Oratorium, op. 55 (2002/2003)[10]
- Canticum Sancti Floriani Martyris – nach den von Augustinus Franz Kropfreiter hinterlassenen Skizzen ergänzt, ausgearbeitet und orchestriert (2004)[10]
- New feet within my garden go – für gemischten Chor (2008)[10]
- Psalm 128 – für hohe Stimme und Orgel (2012–2013)[10]
- Sonetto LXI del Petrarca – für gemischten Chor, op. 83/1 (2013)[10]
- Lobgesänge – für Mezzosopran solo und Gitarre, op. 85 (2013)[10]
- Ecce torpet probitas – für Chor und Schlaginstrument (2016)[10]
- Maria am Abend – für Chor nach Texten von Ruth Schaumann, op. 87a (2018)[10]

### Orchestermusik
- Ricercar – op. 31 (1990/1992)[10]
- Aurora – op. 32 (1992/1993)[10]
- Wacht auf, Harfe und Saitenspiel – op. 35 (1994–1995)[10]
- Jiggs – op. 48 (2000)[10]
- Sinfonia tascabile – op. 67 (2006)[10]
- Konzert für Klavier und Orchester – op. 70 (2008)[10]
- Spes unica – op. 72 (2009)[10]
- Symphonie Nr. 2 – op. 81 (2009–2013)[10]
- Wachsende Bläue – op. 76 (2010)[10]

## Diskographie (Auswahl)
- „Cech. Ligeti. Schlee“, ORF CD 46 (1995): Ricercar
- „Meisterliche Konzerte“, DD Records CD DD945182 (1996): Wacht auf, Harfe und Saitenspiel
- „Das Spiel mit der Oboe“, Weinberg Records CD SW 010058-2 (1997): Aulodie et Jubilation
- Der Baum des Heils, Extraplatte CD EX 320-2 (1997)
- „Thomas Daniel Schlee“, ORF Edition Zeitton CD 274 (2001): 2. Streichquartett, Préludes op. 6/III, IV, Dann steht der Mandelbaum in Blüte, Das Feuer des Herrn
- „Aurora“, Extraplatte CD EX-SP 020-2 (2002): Licht, Farbe Schatten, Quia tu es Deus fortitudo mea, Alba, Wacht auf, Harfe und Saitenspiel, Aurora
- „Neue Musik aus Österreich“ IV, ORF Edition Zeitton CD 325 (2003): Orchesterspiele
- Reine Gegenwart, ORF Edition Zeitton CD 329 (2003)
- „Paradisfloden“, Rondo Records RCD 8376 (2005): Cantus (Trompete und Orgel)
- Missa op. 61, CD Domradio Köln (2005)
- Canticum Sancti Floriani Martyris (Kropfreiter/Schlee), CD ORGANpromotion OP 8001 (2006)
- Vom Abend zum Morgen, Audiomax 703 1545-2 (2009)
- Ich, Hiob, paladino music pmr 0002 (2010)
- „vielstimmig“ Nr. 5, HeiVo LC 16167 CD 104 (2010): In jener Zeit
- „Neue Musik aus Salzburg 2006-09“, CD ORF/Universität Mozarteum/IGNM (2010): Sicut ros Hermon
- Sept pièces blanches, Seefelder Präludium, CD Gramola 98976 (2012)
- Körper in Cafés, ORF CD 3149 (2013)
- „Thomas Daniel Schlee: Orgelwerke“ (Pier Damiano Peretti an der Cavaillé-Coll Orgel der Trinité in Paris), Ambiente Audio ACD-2030 (2013): Préludes op. 6 / I, II, IV, VII, IX, XI, Fantaisie op. 15, Zwei Psalmen op. 74

## Schriften (Auswahl)
- „La Légende de Tristan“ de Charles Tournemire. In: Jean-Paul Capdevielle, Peter-Eckhard Knabe (Hrsg.): Les Ecrivains Français et l’opéra. Köln 1986.
- Die „Cinq Rechants“ von Olivier Messiaen. In: Otto Kolleritsch (Hrsg.): Studien zur Wertungsforschung, Band 20 („Zum Verhältnis von zeitgenössischer Musik und zeitgenössischer Dichtung“). Wien/Graz 1988.
- Texte zu „Quatuor pour la fin du temps“, „Quatre Etudes de Rythme“ und „Saint François d’Assise“ von Olivier Messiaen. In: Hans A. Neunzig (Hrsg.): Meilensteine der Musik, Band III. Harenberg Verlag, Dortmund 1991.
- „Christophe Colomb“ – Stationen einer Zusammenarbeit zwischen Paul Claudel und Darius Milhaud. In: Titus Heydenreich (Hrsg.): Columbus zwischen zwei Welten. Frankfurt a. M. 1992, S. 697–705 (Lateinamerika-Studien 30 der Universität Erlangen-Nürnberg).
- „Eine verlorene Tochter?“ – Religion und Musik am Ende des 20. Jahrhunderts. In: Karl Lehmann, Hans Maier (Hrsg.): Autonomie und Verantwortung. Regensburg 1996.
- Thomas Daniel Schlee, Dietrich Kämper (Hrsg.): „Olivier Messiaen. La Cité céleste – Das himmlische Jerusalem“ – Über Leben und Werk des französischen Komponisten. Text des Katalogteils. Verlag Wienand, Köln 1998.
- Georges Auric. In: Neue MGG. Band 1. Bärenreiter-Verlag, Kassel 2000.
- Les solitudes de Jean Françaix. In: Muriel Bellier (Hrsg.): Actes du Colloque International Jean Françaix, Paris / Le Mans 26-28 novembre 1999. Fondation Singer-Polignac, Paris 2001.
- Der Aspekt der Materialsammlung bei Olivier Messiaen. In: Christine Wassermann Beirão, Thomas Daniel Schlee, Elmar Budde (Hrsg.): La Cité céleste – Olivier Messiaen zum Gedächtnis. Dokumentation einer Symposienreihe. Berlin 2006.
- Messiaen und die französische Orgeltradition. In: Stefan Keym, Peter Jost (Hrsg.): Olivier Messiaen und die französische Tradition. Verlag Dohr, Köln 2013.
- Grenzen (in) der Kunst. Vortrag gehalten am 14. Oktober 2013 im Bamberg Saal Villach im Rahmen einer Veranstaltung des Universitätsclubs – Wissenschaftsverein Kärnten. Hrsg. Horst Peter Groß. Wieser Verlag, Klagenfurt 2014.